# ضامر الأسفل (بعدان)
ضامر الأسفل هي إحدى قرى عزلة بني منصور بمديرية بعدان التابعة لمحافظة إب، بلغ تعداد سكانها 218 نسمة حسب تعداد اليمن لعام 2004.